# One Love (album của David Guetta)
One Love là album phòng thu thứ tư của DJ người Pháp David Guetta, phát hành đầu tiên ở Anh vào ngày 24 tháng 8 năm 2009 bởi hãng đĩa Virgin. Đây là sản phẩm phát hành quốc tế đầu tiên của Guetta, album đã nhận được nhiều đánh giá tích cực từ các nhà phê bình âm nhạc, và cũng là một thành công lớn về mặt thương mại với hơn 3,000,000 bản được tiêu thụ trên toàn thế giới. Album phát hành tổng cộng sáu đĩa đơn, mỗi đĩa đơn lại tạo ra nhiều thành công lớn trên toàn thế giới, đặc biệt có thể kể đến "When Love Takes Over", sản phẩm hợp tác với nữ ca sĩ người Mỹ Kelly Rowland, "Sexy Bitch", hợp tác với nam ca sĩ nhạc R&B người Mỹ gốc Sénégal Akon, và "Who's That Chick?", hợp tác với nữ ca sĩ người Barbados Rihanna. Kể từ khi phát hành lần đầu tiên, album đã được tái phát hành nhiều lần để thêm vào các ca khúc chưa từng được phát hành trước đó.
Album đã nhận được đề cử cho Album nhạc Điện tử/Đance Xuất sắc nhất tại Giải Grammy lần thứ 52. Đĩa đơn đầu tiên của album, "When Love Takes Over" đã nhận được đề cử cho hạng mục Thu âm nhạc Dance Xuất sắc nhất và Thu âm Phối khí Xuất sắc nhất và đã giành được chiến thắng sau đó.

## Đĩa đơn
"When Love Takes Over" là đĩa đơn đầu tiên của album, ca khúc có sự góp giọng của nữ ca sĩ Kelly Rowland. Đây là một bản hit vô cùng nổi tiếng, đạt được vị trí quán quân trên bảng xếp hạng của Anh, được đề cử và đã chiến thắng ở hạng mục Thu âm Phối khí Xuất sắc nhất tại Giải Grammy lần thứ 52. "Sexy Bitch", hợp tác với Akon, là đĩa đơn thứ hai của album. Ca khúc đã đạt được rất nhiều thành công lớn, giành được vị trí quán quân trên bảng xếp hạng của mười ba quốc gia. "I Wanna Go Crazy" là đĩa đơn quảng bá duy nhất của album, phát hành vào ngày 24 tháng 8 năm 2009. "One Love" là đĩa đơn quốc tế thứ ba, ca khúc có sự góp giọng của Estelle, và đã giành được ngôi vị quán quân trên bảng xếp hạng Billboard Hot Dance Club Songs của Mỹ. Đĩa đơn thứ tư của One Love là "Memories", với sự góp giọng của Kid Cudi, phát hành vào ngày 15 tháng 3 năm 2010, là một thành công lớn với việc đạt được vị trí quán quân trên bảng xếp hạng của Bỉ, Séc và Hà Lan. "Gettin' Over You", hợp tác với Chris Willis, Fergie và LMFAO, là đĩa đơn quốc tế thứ năm của album. Đây là phiên bản phối khí của ca khúc "Gettin' Over", và chỉ có thể tìm thấy ở phiên bản mới của One Love và One More Love. Ca khúc đã đạt vị trí quán quân trên bảng xếp hạng UK Singles Chart và French Singles Chart. "Who's That Chick?", hợp tác với Rihanna, là đĩa đơn thứ sáu của album và cũng là đĩa đơn đầu tiên của phiên bản tái phát hành của One Love, One More Love. Có hai phiên bản video âm nhạc cho ca khúc này, một bản ngày và một bản đêm.

## Danh sách ca khúc
- Tất cả các ca khúc đều được sáng tác và sản xuất bởi David Guetta. Danh sách bao gồm các nhà sản xuất và sáng tác bổ sung.

### One Love
| STT | Nhan đề                                                                          | Phổ lời                                                          | Phổ nhạc                                     | Sản xuất                                     | Thời lượng |
| --- | -------------------------------------------------------------------------------- | ---------------------------------------------------------------- | -------------------------------------------- | -------------------------------------------- | ---------- |
| 1.  | "When Love Takes Over" (hợp tác với Kelly Rowland)                               | Miriam & Olivia Nervo, Kelly Rowland                             |                                              | Frédéric Riesterer                           | 3:11       |
| 2.  | "Gettin' Over" (với Chris Willis)                                                | Sandy Vee, Jean-Claude Sindres, Chris Willis, Frédéric Riesterer |                                              | Vee, Sindres, Riesterer                      | 3:01       |
| 3.  | "Sexy Bitch" (hợp tác với Akon)                                                  | Giorgio Tuinfort, Aliaune Thiam, Vee, Sindres                    |                                              | Vee, Sindres                                 | 3:16       |
| 4.  | "Memories" (hợp tác với Kid Cudi)                                                | Scott Ramon Seguro Mescudi, Riesterer                            |                                              | Riesterer                                    | 3:30       |
| 5.  | "On The Dancefloor" (hợp tác với will.i.am & apl.de.ap)                          | William Adams, Allan Pineda, Sindres, Vee                        |                                              | Vee, Sindres                                 | 3:45       |
| 6.  | "It's the Way You Love Me" (hợp tác với Kelly Rowland)                           | Miriam & Olivia Nervo, Riesterer                                 |                                              | Riesterer                                    | 4:13       |
| 7.  | "Missing You" (hợp tác với Novel)                                                | Alonzo Stephenson. Sindres, Vee                                  |                                              | Vee, Sindres                                 | 3:05       |
| 8.  | "Choose" (hợp tác với Ne-Yo & Kelly Rowland)                                     | Riesterer, Shaffer Smith                                         |                                              | Riesterer                                    | 3:57       |
| 9.  | "How Soon Is Now" (hợp tác với Sebastian Ingrosso, Dirty South & Julie McKnight) | Jason Sealee, Riesterer, Ingrosso, Dragan Roganovic              |                                              | Dirty South, Ingrosso, Riesterer             |            |
| 10. | "I Gotta Feeling" (hợp tác với The Black Eyed Peas) (FMIF Remix Edit)            | Adams, Pineda, Jaime Gomez, Stacy Ferguson, Riesterer            |                                              | Riesterer                                    | 3:52       |
| 11. | "One Love" (hợp tác với Estelle)                                                 | Estelle Swaray, Sindres, Vee                                     |                                              | Vee, Sindres                                 | 4:01       |
| 12. | "I Wanna Go Crazy" (hợp tác với will.i.am)                                       | William Adams                                                    | David Guetta, Jean-Claude Sindres, Sandy Vee | David Guetta, Jean-Claude Sindres, Sandy Vee | 3:24       |
| 13. | "Sound of Letting Go" (hợp tác với Tocadisco & Chris Willis)                     | Miriam & Olivia Nervo, Roman de Garcez                           |                                              | Tocadisco                                    | 3:45       |
| 14. | "Toyfriend" (hợp tác với Afrojack & Wynter Gordon)                               | Diana Wynter Gordon, Steven Battey, Carlos Battey                |                                              | Afrojack                                     | 3:17       |
| 15. | "If We Ever" (hợp tác với Makeba)                                                | Makeba Riddick, Riesterer, Vee, Sindres                          |                                              | Vee, Sindres, Riesterer                      | 4:40       |

| Ca khúc tặng kèm bản ở Anh | Ca khúc tặng kèm bản ở Anh      | Ca khúc tặng kèm bản ở Anh                    | Ca khúc tặng kèm bản ở Anh | Ca khúc tặng kèm bản ở Anh |
| STT                        | Nhan đề                         | Phổ lời                                       | Sản xuất                   | Thời lượng                 |
| -------------------------- | ------------------------------- | --------------------------------------------- | -------------------------- | -------------------------- |
| 16.                        | "Sexy Chick" (hợp tác với Akon) | Giorgio Tuinfort, Aliaune Thiam, Vee, Sindres | Vee, Sindres               | 3:15                       |

| Ca khúc tặng kèm phiên bản Mới | Ca khúc tặng kèm phiên bản Mới                                                | Ca khúc tặng kèm phiên bản Mới                                   | Ca khúc tặng kèm phiên bản Mới | Ca khúc tặng kèm phiên bản Mới |
| STT                            | Nhan đề                                                                       | Phổ lời                                                          | Sản xuất                       | Thời lượng                     |
| ------------------------------ | ----------------------------------------------------------------------------- | ---------------------------------------------------------------- | ------------------------------ | ------------------------------ |
| 16.                            | "Gettin' Over You (David Guetta & Chris Willis)" (hợp tác với Fergie & LMFAO) | Sandy Vee, Jean-Claude Sindres, Chris Willis, Frédéric Riesterer | Vee, Sindres, Riesterer        | 3:08                           |

| Ca khúc tặng kèm trên iTunes châu Âu | Ca khúc tặng kèm trên iTunes châu Âu                 | Ca khúc tặng kèm trên iTunes châu Âu | Ca khúc tặng kèm trên iTunes châu Âu         | Ca khúc tặng kèm trên iTunes châu Âu         | Ca khúc tặng kèm trên iTunes châu Âu |
| STT                                  | Nhan đề                                              | Phổ lời                              | Phổ nhạc                                     | Sản xuất                                     | Thời lượng                           |
| ------------------------------------ | ---------------------------------------------------- | ------------------------------------ | -------------------------------------------- | -------------------------------------------- | ------------------------------------ |
| 16.                                  | "I Need You Now" (với Laidback Luke & Samantha Jade) | Samantha Jade                        | David Guetta, Laidback Luke                  | David Guetta, Laidback Luke                  | 3:36                                 |
| 17.                                  | "It's Your Life" (với Chris Willis)                  | Miriam Nervo, Olivia Nervo           | David Guetta, Jean-Claude Sindres, Sandy Vee | David Guetta, Jean-Claude Sindres, Sandy Vee | 3:44                                 |

| Ca khúc tặng kèm trên Tunes Mỹ | Ca khúc tặng kèm trên Tunes Mỹ | Ca khúc tặng kèm trên Tunes Mỹ               | Ca khúc tặng kèm trên Tunes Mỹ               | Ca khúc tặng kèm trên Tunes Mỹ |
| STT                            | Nhan đề                        | Phổ nhạc                                     | Sản xuất                                     | Thời lượng                     |
| ------------------------------ | ------------------------------ | -------------------------------------------- | -------------------------------------------- | ------------------------------ |
| 16.                            | "Montenegro"                   | David Guetta, Jean-Claude Sindres, Sandy Vee | David Guetta, Jean-Claude Sindres, Sandy Vee | 5:58                           |
| 17.                            | "GRRRR"                        | David Guetta, Jean-Claude Sindres, Sandy Vee | David Guetta, Jean-Claude Sindres, Sandy Vee | 7:29                           |

| Đĩa tặng kèm bản Đặc biệt | Đĩa tặng kèm bản Đặc biệt                                                                       | Đĩa tặng kèm bản Đặc biệt | Đĩa tặng kèm bản Đặc biệt |
| STT                       | Nhan đề                                                                                         | Sáng tác                  | Thời lượng                |
| ------------------------- | ----------------------------------------------------------------------------------------------- | ------------------------- | ------------------------- |
| 1.                        | "When Love Takes Over" (Electro Extended Version) (hợp tác với Kelly Rowland)                   |                           | 4:24                      |
| 2.                        | "Sexy Bitch" (Club Version) (hợp tác với Akon)                                                  |                           | 3:43                      |
| 3.                        | "Memories" (One Love Mix) (hợp tác với Kid Cudi)                                                |                           | 4:42                      |
| 4.                        | "I Wanna Go Crazy" (Extended Version) (hợp tác với will.i.am)                                   |                           | 4:55                      |
| 5.                        | "I Gotta Feeling" (FMIF Edit – One Love Mix) (hợp tác với The Black Eyed Peas)                  |                           | 4:19                      |
| 6.                        | "Choose" (One Love Mix) (hợp tác với Ne-Yo & Kelly Rowland)                                     |                           | 3:17                      |
| 7.                        | "On the Dancefloor" (Extended Version) (hợp tác với will.i.am & apl.de.ap)                      |                           | 4:16                      |
| 8.                        | "Missing You" (Club Version) (hợp tác với Novel)                                                |                           | 4:59                      |
| 9.                        | "Gettin' Over" (Club Version) (hợp tác với Chris Willis)                                        |                           | 3:31                      |
| 10.                       | "It's the Way You Love Me" (Final Mix) (hợp tác với Kelly Rowland)                              |                           | 4:12                      |
| 11.                       | "One Love" (Extended Version) (hợp tác với Estelle)                                             |                           | 4:42                      |
| 12.                       | "It's Your Life" (One Love Mix) (hợp tác với Chris Willis)                                      |                           | 3:53                      |
| 13.                       | "Sound of Letting Go" ((One Love Mix) (hợp tác với Tocadisco & Chris Willis)                    |                           | 3:13                      |
| 14.                       | "I Need You Now" (One Love Mix) (hợp tác với Laidback Luke & Samantha Jade)                     |                           | 3:14                      |
| 15.                       | "How Soon Is Now" (One Love Mix) (hợp tác với Sebastian Ingrosso, Dirty South & Julie McKnight) |                           | 5:59                      |
| 16.                       | "Toyfriend" (One Love Mix) (hợp tác với AfroJack & Wynter Gordon)                               | Jackie Boyz               | 2:52                      |

| Bản XXL Đĩa 2: Extended | Bản XXL Đĩa 2: Extended                                                                             | Bản XXL Đĩa 2: Extended                   | Bản XXL Đĩa 2: Extended                                                | Bản XXL Đĩa 2: Extended                                           | Bản XXL Đĩa 2: Extended |
| STT                     | Nhan đề                                                                                             | Phổ lời                                   | Phổ nhạc                                                               | {{{extra_column}}}                                                | Thời lượng              |
| ----------------------- | --------------------------------------------------------------------------------------------------- | ----------------------------------------- | ---------------------------------------------------------------------- | ----------------------------------------------------------------- | ----------------------- |
| 1.                      | "When Love Takes Over" (Extended Version) (hợp tác với Kelly Rowland)                               | Kelly Rowland, Miriam Nervo, Olivia Nervo | David Guetta, Frédéric Riesterer                                       | David Guetta, Frédéric Riesterer                                  | 7:48                    |
| 2.                      | "Gettin' Over" (Extended Version) (hợp tác với Chris Willis)                                        | Chris Willis                              | David Guetta, Jean-Claude Sindres, Frédéric Riesterer, Sandy Vee       | David Guetta, Jean-Claude Sindres, Frédéric Riesterer, Sandy Vee  | 5:56                    |
| 3.                      | "Sexy Bitch" (Extended Version) (hợp tác với Akon)                                                  | Giorgio Tuinfort, Aliaune Thiam           | David Guetta, Jean-Claude Sindres, Sandy Vee                           | David Guetta, Jean-Claude Sindres, Sandy Vee                      | 5:13                    |
| 4.                      | "Memories" (Extended Version) (hợp tác với Kid Cudi)                                                | Scott Ramon Seguro Mescudi                | David Guetta, Frédéric Riesterer                                       | David Guetta, Frédéric Riesterer                                  | 5:20                    |
| 5.                      | "On the Dancefloor" (Extended Version) (hợp tác với will.i.am & apl.de.ap)                          | William Adams, apl.de.ap                  | David Guetta, Jean-Claude Sindres, Sandy Vee                           | David Guetta, Jean-Claude Sindres, Sandy Vee                      | 5:12                    |
| 6.                      | "It's the Way You Love Me" (Extended Version) (hợp tác với Kelly Rowland)                           | Miriam Nervo, Olivia Nervo                | David Guetta, Frédéric Riesterer                                       | David Guetta, Frédéric Riesterer                                  | 6:55                    |
| 7.                      | "Missing You" (Extended Version) (hợp tác với Novel)                                                | Alonzo Novel Stephenson                   | David Guetta, Jean-Claude Sindres, Sandy Vee                           | David Guetta, Jean-Claude Sindres, Sandy Vee                      | 6:18                    |
| 8.                      | "How Soon Is Now" (Extended Version) (hợp tác với Sebastian Ingrosso, Dirty South & Julie McKnight) | Jayson Séalee                             | David Guetta, Frédéric Riesterer, Sebastian Ingrosso, Dragan Roganovic | David Guetta, Dirty South, Sebastian Ingrosso, Frédéric Riesterer | 7:05                    |
| 9.                      | "One Love" (Extended Version) (hợp tác với Estelle)                                                 | Estelle Swaray                            | David Guetta, Jean-Claude Sindres, Sandy Vee                           | David Guetta, Jean-Claude Sindres, Sandy Vee                      | 6:48                    |
| 10.                     | "I Wanna Go Crazy" (Extended Version) (hợp tác với will.i.am)                                       | William Adams                             | David Guetta, Jean-Claude Sindres, Sandy Vee                           | David Guetta, Jean-Claude Sindres, Sandy Vee                      | 6:40                    |
| 11.                     | "Sound of Letting Go" (Extended Version) (hợp tác với Tocadisco & Chris Willis)                     | Miriam Nervo, Olivia Nervo                | David Guetta, Tocadisco                                                | David Guetta, Tocadisco                                           | 5:24                    |
| 12.                     | "Toyfriend" (Instrumental) (hợp tác với Afrojack & Wynter Gordon)                                   | Diana Wynter Gordon                       | David Guetta, Steven Battey, Carlos Battey                             | David Guetta, Afrojack                                            | 3:17                    |
| 13.                     | "I Need You Now" (Extended Version) (hợp tác với Laidback Luke & Samantha Jade)                     | Samantha Jade                             | David Guetta, Laidback Luke                                            | David Guetta, Laidback Luke                                       | 6:26                    |

| Bản XXL Đĩa 3: B-Sides & Remixes | Bản XXL Đĩa 3: B-Sides & Remixes                               | Bản XXL Đĩa 3: B-Sides & Remixes | Bản XXL Đĩa 3: B-Sides & Remixes             | Bản XXL Đĩa 3: B-Sides & Remixes             | Bản XXL Đĩa 3: B-Sides & Remixes |
| STT                              | Nhan đề                                                        | Phổ lời                          | Phổ nhạc                                     | {{{extra_column}}}                           | Thời lượng                       |
| -------------------------------- | -------------------------------------------------------------- | -------------------------------- | -------------------------------------------- | -------------------------------------------- | -------------------------------- |
| 1.                               | "Montenegro"                                                   |                                  | David Guetta, Jean-Claude Sindres, Sandy Vee | David Guetta, Jean-Claude Sindres, Sandy Vee | 5:58                             |
| 2.                               | "GRRRR"                                                        |                                  | David Guetta, Jean-Claude Sindres, Sandy Vee | David Guetta, Jean-Claude Sindres, Sandy Vee | 7:29                             |
| 3.                               | "It's Your Life" (với Chris Willis)                            | Miriam Nervo, Olivia Nervo       | David Guetta, Jean-Claude Sindres, Sandy Vee | David Guetta, Jean-Claude Sindres, Sandy Vee | 3:44                             |
| 4.                               | "When Love Takes Over" (Laidback Luke Remix)                   |                                  |                                              |                                              | 6:06                             |
| 5.                               | "When Love Takes Over" (Norman Doray & Arno Cost Remix – Edit) |                                  |                                              |                                              | 7:12                             |
| 6.                               | "When Love Takes Over" (Albin Myers Remix)                     |                                  |                                              |                                              | 8:27                             |
| 7.                               | "When Love Takes Over" (Abel Ramos Paris With Love Mix)        |                                  |                                              |                                              | 8:12                             |
| 8.                               | "Sexy Bitch" (Chuckie & Lil' Jon Remix)                        |                                  |                                              |                                              | 5:58                             |
| 9.                               | "Sexy Bitch" (Abel Ramos Atlanta With Love Mix)                |                                  |                                              |                                              | 7:15                             |
| 10.                              | "Sexy Bitch" (Koen Groeneveld Remix)                           |                                  |                                              |                                              | 7:16                             |
| 11.                              | "Sexy Bitch" (DJ Footloose Remix)                              |                                  |                                              |                                              | 5:44                             |
| 12.                              | "Sexy Bitch" (Afrojack Remix)                                  |                                  |                                              |                                              | 4:34                             |

| Bản XXL Đĩa 4: DVD tặng kèm | Bản XXL Đĩa 4: DVD tặng kèm                | Bản XXL Đĩa 4: DVD tặng kèm |
| STT                         | Nhan đề                                    | Thời lượng                  |
| --------------------------- | ------------------------------------------ | --------------------------- |
| 1.                          | "One Love: The Documentary"                | 14:09                       |
| 2.                          | "When Love Takes Over" (Video)             | 3:12                        |
| 3.                          | "When Love Takes Over" (Behind The Scenes) | 6:24                        |
| 4.                          | "Sexy Chick" (Video)                       | 3:18                        |
| 5.                          | "Sexy Chick" (Alternate Clip 1)            | 3:18                        |
| 6.                          | "Sexy Chick" (Alternate Clip 2)            | 3:18                        |
| 7.                          | "Sexy Chick" (Alternate Clip 3)            | 3:18                        |
| 8.                          | "Sexy Chick" (Alternate Clip 4)            | 3:18                        |
| 9.                          | "Sexy Chick" (Alternate Clip 5)            | 3:18                        |
| 10.                         | "Sexy Chick" (Behind The Scenes)           | 7:12                        |

| Phiên bản 2010 | Phiên bản 2010                                                        | Phiên bản 2010                                                   | Phiên bản 2010                               | Phiên bản 2010                               | Phiên bản 2010 |
| STT            | Nhan đề                                                               | Phổ lời                                                          | Phổ nhạc                                     | Sản xuất                                     | Thời lượng     |
| -------------- | --------------------------------------------------------------------- | ---------------------------------------------------------------- | -------------------------------------------- | -------------------------------------------- | -------------- |
| 1.             | "Sexy Bitch" (hợp tác với Akon)                                       | Giorgio Tuinfort, Aliaune Thiam, Vee, Sindres                    |                                              | Vee, Sindres                                 | 3:15           |
| 2.             | "Gettin' Over You" (hợp tác với Chris Willis, Fergie & LMFAO)         | Sandy Vee, Jean-Claude Sindres, Chris Willis, Frédéric Riesterer |                                              | Vee, Sindres, Riesterer                      | 3:08           |
| 3.             | "Memories" (hợp tác với Kid Cudi)                                     | Scott Ramon Seguro Mescudi, Riesterer                            |                                              | Riesterer                                    | 3:30           |
| 4.             | "On The Dancefloor" (hợp tác với will.i.am & apl.de.ap)               | William Adams, Allan Pineda, Sindres, Vee                        |                                              | Vee, Sindres                                 | 3:45           |
| 5.             | "When Love Takes Over" (hợp tác với Kelly Rowland)                    | Miriam & Olivia Nervo, Kelly Rowland                             |                                              | Frédéric Riesterer                           | 3:12           |
| 6.             | "Choose" (hợp tác với Ne-Yo & Kelly Rowland)                          | Riesterer, Shaffer Smith                                         |                                              | Riesterer                                    | 3:57           |
| 7.             | "Revolver" (hợp tác với Madonna & Lil Wayne) (One Love Remix)         | Madonna, Lil Wayne                                               |                                              | Riesterer                                    | 4:24           |
| 8.             | "Missing You" (hợp tác với Novel)                                     | Alonzo Stephenson. Sindres, Vee                                  |                                              | Vee, Sindres                                 | 3:07           |
| 9.             | "One Love" (hợp tác với Estelle)                                      | Estelle Swaray, Sindres, Vee                                     |                                              | Vee, Sindres                                 | 4:01           |
| 10.            | "It's the Way You Love Me" (hợp tác với Kelly Rowland)                | Miriam & Olivia Nervo, Riesterer                                 |                                              | Riesterer                                    | 4:10           |
| 11.            | "Love Is Gone" (Fred Riesterer & Joachim Garraud Remix Radio Edit)    |                                                                  |                                              | Riesterer, Garraud                           | 4:09           |
| 12.            | "Acapella" (hợp tác với Kelis)                                        | Kelis, Riesterer                                                 |                                              | Riesterer                                    | 5:11           |
| 13.            | "I Gotta Feeling" (hợp tác với The Black Eyed Peas) (FMIF Remix Edit) | Adams, Pineda, Jaime Gomez, Stacy Ferguson, Riesterer            |                                              | Riesterer                                    | 3:54           |
| 14.            | "Sound of Letting Go" (hợp tác với Tocadisco & Chris Willis)          | Miriam & Olivia Nervo, Roman de Garcez                           |                                              | Tocadisco                                    | 3:46           |
| 15.            | "I Wanna Go Crazy" (hợp tác với will.i.am)                            | William Adams                                                    | David Guetta, Jean-Claude Sindres, Sandy Vee | David Guetta, Jean-Claude Sindres, Sandy Vee | 3:24           |

### One More Love
| Bản thường | Bản thường                                                                         | Bản thường                                                                                 | Bản thường                                                             | Bản thường                                                        | Bản thường |
| STT        | Nhan đề                                                                            | Phổ lời                                                                                    | Phổ nhạc                                                               | Sản xuất                                                          | Thời lượng |
| ---------- | ---------------------------------------------------------------------------------- | ------------------------------------------------------------------------------------------ | ---------------------------------------------------------------------- | ----------------------------------------------------------------- | ---------- |
| 1.         | "When Love Takes Over" (hợp tác với Kelly Rowland)                                 | Kelly Rowland, Miriam Nervo, Olivia Nervo                                                  | David Guetta, Frédéric Riesterer                                       | David Guetta, Frédéric Riesterer                                  | 3:11       |
| 2.         | "Gettin' Over You" (với Chris Willis hợp tác với Fergie & LMFAO)                   | Chris Willis                                                                               | David Guetta, Jean-Claude Sindres, Frédéric Riesterer, Sandy Vee       | David Guetta, Jean-Claude Sindres, Frédéric Riesterer, Sandy Vee  | 3:06       |
| 3.         | "Sexy Bitch" (hợp tác với Akon)                                                    | Giorgio Tuinfort, Aliaune Thiam                                                            | David Guetta, Jean-Claude Sindres, Sandy Vee                           | David Guetta, Jean-Claude Sindres, Sandy Vee                      | 3:16       |
| 4.         | "Memories" (hợp tác với Kid Cudi)                                                  | Scott Ramon Seguro Mescudi                                                                 | David Guetta, Frédéric Riesterer                                       | David Guetta, Frédéric Riesterer                                  | 3:30       |
| 5.         | "On the Dancefloor" (hợp tác với will.i.am & apl.de.ap)                            | William Adams, apl.de.ap                                                                   | David Guetta, Jean-Claude Sindres, Sandy Vee                           | David Guetta, Jean-Claude Sindres, Sandy Vee                      | 3:46       |
| 6.         | "Who's That Chick?" (hợp tác với Rihanna)                                          | Rihanna                                                                                    | David Guetta, Frédéric Riesterer                                       | David Guetta, Frédéric Riesterer                                  | 3:19       |
| 7.         | "It's the Way You Love Me" (hợp tác với Kelly Rowland)                             | Miriam Nervo, Olivia Nervo                                                                 | David Guetta, Frédéric Riesterer                                       | David Guetta, Frédéric Riesterer                                  | 4:13       |
| 8.         | "Missing You" (New Version) (hợp tác với Novel)                                    | Alonzo Novel Stephenson                                                                    | David Guetta, Jean-Claude Sindres, Sandy Vee                           | David Guetta, Jean-Claude Sindres, Sandy Vee                      | 3:08       |
| 9.         | "Choose" (hợp tác với Ne-Yo & Kelly Rowland)                                       | Shaffer Smith                                                                              | David Guetta, Frédéric Riesterer                                       | David Guetta, Frédéric Riesterer                                  | 3:58       |
| 10.        | "How Soon Is Now" (với Sebastian Ingrosso, Dirty South hợp tác với Julie McKnight) | Jayson Séalee                                                                              | David Guetta, Frédéric Riesterer, Sebastian Ingrosso, Dragan Roganovic | David Guetta, Dirty South, Sebastian Ingrosso, Frédéric Riesterer | 4:10       |
| 11.        | "I Gotta Feeling (FMIF Remix Edit)" (của The Black Eyed Peas)                      | William Adams, Allan Pineda, Jaime Gomez, Stacy Ferguson, David Guetta, Frédéric Riesterer | David Guetta, Frédéric Riesterer                                       | David Guetta, Frédéric Riesterer                                  | 3:53       |
| 12.        | "One Love" (hợp tác với Estelle)                                                   | Estelle Swaray                                                                             | David Guetta, Jean-Claude Sindres, Sandy Vee                           | David Guetta, Jean-Claude Sindres, Sandy Vee                      | 4:00       |
| 13.        | "I Wanna Go Crazy" (hợp tác với will.i.am)                                         | William Adams                                                                              | David Guetta, Jean-Claude Sindres, Sandy Vee                           | David Guetta, Jean-Claude Sindres, Sandy Vee                      | 3:24       |
| 14.        | "Sound of Letting Go" (với Chris Willis)                                           | Miriam Nervo, Olivia Nervo                                                                 | David Guetta, Tocadisco                                                | David Guetta, Tocadisco                                           | 3:46       |
| 15.        | "Toyfriend" (hợp tác với Afrojack & Wynter Gordon)                                 | Diana Wynter Gordon                                                                        | David Guetta, Steven Battey, Carlos Battey                             | David Guetta, Afrojack                                            | 3:17       |
| 16.        | "If We Ever" (hợp tác với Makeba)                                                  | Makeba Riddick                                                                             | David Guetta, Frédéric Riesterer, Jean-Claude Sindres, Sandy Vee       | David Guetta, Frédéric Riesterer, Jean-Claude Sindres, Sandy Vee  | 4:43       |

| Bản Đặc biệt: Đĩa 1 | Bản Đặc biệt: Đĩa 1                                                                | Bản Đặc biệt: Đĩa 1                                                                        | Bản Đặc biệt: Đĩa 1                                                    | Bản Đặc biệt: Đĩa 1                                               | Bản Đặc biệt: Đĩa 1 |
| STT                 | Nhan đề                                                                            | Phổ lời                                                                                    | Phổ nhạc                                                               | Sản xuất                                                          | Thời lượng          |
| ------------------- | ---------------------------------------------------------------------------------- | ------------------------------------------------------------------------------------------ | ---------------------------------------------------------------------- | ----------------------------------------------------------------- | ------------------- |
| 1.                  | "When Love Takes Over" (hợp tác với Kelly Rowland)                                 | Kelly Rowland, Miriam Nervo, Olivia Nervo                                                  | David Guetta, Frédéric Riesterer                                       | David Guetta, Frédéric Riesterer                                  | 3:11                |
| 2.                  | "Gettin' Over" (với Chris Willis)                                                  | Chris Willis                                                                               | David Guetta, Jean-Claude Sindres, Frédéric Riesterer, Sandy Vee       | David Guetta, Jean-Claude Sindres, Frédéric Riesterer, Sandy Vee  | 3:02                |
| 3.                  | "Sexy Bitch" (hợp tác với Akon)                                                    | Giorgio Tuinfort, Aliaune Thiam                                                            | David Guetta, Jean-Claude Sindres, Sandy Vee                           | David Guetta, Jean-Claude Sindres, Sandy Vee                      | 3:16                |
| 4.                  | "Memories" (hợp tác với Kid Cudi)                                                  | Scott Ramon Seguro Mescudi                                                                 | David Guetta, Frédéric Riesterer                                       | David Guetta, Frédéric Riesterer                                  | 3:30                |
| 5.                  | "On the Dancefloor" (hợp tác với will.i.am & apl.de.ap)                            | William Adams, apl.de.ap                                                                   | David Guetta, Jean-Claude Sindres, Sandy Vee                           | David Guetta, Jean-Claude Sindres, Sandy Vee                      | 3:46                |
| 6.                  | "It's the Way You Love Me" (hợp tác với Kelly Rowland)                             | Miriam Nervo, Olivia Nervo                                                                 | David Guetta, Frédéric Riesterer                                       | David Guetta, Frédéric Riesterer                                  | 4:13                |
| 7.                  | "Missing You" (hợp tác với Novel)                                                  | Alonzo Novel Stephenson                                                                    | David Guetta, Jean-Claude Sindres, Sandy Vee                           | David Guetta, Jean-Claude Sindres, Sandy Vee                      | 3:08                |
| 8.                  | "Choose" (hợp tác với Ne-Yo & Kelly Rowland)                                       | Shaffer Smith                                                                              | David Guetta, Frédéric Riesterer                                       | David Guetta, Frédéric Riesterer                                  | 3:58                |
| 9.                  | "How Soon Is Now" (với Sebastian Ingrosso, Dirty South hợp tác với Julie McKnight) | Jayson Séalee                                                                              | David Guetta, Frédéric Riesterer, Sebastian Ingrosso, Dragan Roganovic | David Guetta, Dirty South, Sebastian Ingrosso, Frédéric Riesterer | 4:10                |
| 10.                 | "I Gotta Feeling (FMIF Remix Edit)" (của The Black Eyed Peas)                      | William Adams, Allan Pineda, Jaime Gomez, Stacy Ferguson, David Guetta, Frédéric Riesterer | David Guetta, Frédéric Riesterer                                       | David Guetta, Frédéric Riesterer                                  | 3:53                |
| 11.                 | "One Love" (hợp tác với Estelle)                                                   | Estelle Swaray                                                                             | David Guetta, Jean-Claude Sindres, Sandy Vee                           | David Guetta, Jean-Claude Sindres, Sandy Vee                      | 4:00                |
| 12.                 | "I Wanna Go Crazy" (hợp tác với will.i.am)                                         | William Adams                                                                              | David Guetta, Jean-Claude Sindres, Sandy Vee                           | David Guetta, Jean-Claude Sindres, Sandy Vee                      | 3:24                |
| 13.                 | "Sound of Letting Go" (với Chris Willis)                                           | Miriam Nervo, Olivia Nervo                                                                 | David Guetta, Tocadisco                                                | David Guetta, Tocadisco                                           | 3:46                |
| 14.                 | "Toyfriend" (hợp tác với Afrojack & Wynter Gordon)                                 | Diana Wynter Gordon                                                                        | David Guetta, Steven Battey, Carlos Battey                             | David Guetta, Afrojack                                            | 3:17                |
| 15.                 | "If We Ever" (hợp tác với Makeba)                                                  | Makeba Riddick                                                                             | David Guetta, Frédéric Riesterer, Jean-Claude Sindres, Sandy Vee       | David Guetta, Frédéric Riesterer, Jean-Claude Sindres, Sandy Vee  | 4:43                |

| Bản Đặc biệt: Đĩa 2 | Bản Đặc biệt: Đĩa 2                                           | Bản Đặc biệt: Đĩa 2 |
| STT                 | Nhan đề                                                       | Thời lượng          |
| ------------------- | ------------------------------------------------------------- | ------------------- |
| 1.                  | "Who's That Chick?" (hợp tác với Rihanna)                     | 3:19                |
| 2.                  | "Gettin' Over You" (hợp tác với Chris Willis, Fergie & LMFAO) | 3:08                |
| 3.                  | "Revolver" (hợp tác với Madonna & Lil Wayne) (One Love Remix) | 3:19                |
| 4.                  | "Commander" (hợp tác với Kelly Rowland)                       | 3:41                |
| 5.                  | "Acapella" (hợp tác với Kelis)                                | 5:11                |
| 6.                  | "Missing You" (New Version) (hợp tác với Novel)               | 3:05                |
| 7.                  | "Louder than Words" (hợp tác với Afrojack & Niles Mason)      | 3:06                |
| 8.                  | "Freak" (hợp tác với Estelle & Kardinal Offishall)            | 3:45                |
| 9.                  | "Sexy Bitch" (hợp tác với Akon) (Chuckie & Lil Jon Remix)     | 3:32                |
| 10.                 | "GRRRR"                                                       | 7:30                |
| 11.                 | "Love Don't Let Me Go (Walking Away)" (hợp tác với The Egg)   | 3:11                |
| 12.                 | "The World Is Mine" (hợp tác với JD Davis)                    | 3:40                |
| 13.                 | "Love Is Gone" (hợp tác với Chris Willis) (Original Mix)      | 3:06                |

## Xếp hạng
| Bảng xếp hạng (2009)                 | Vị trí cao nhất |
| ------------------------------------ | --------------- |
| Argentinian Albums Chart             | 11              |
| Australian Albums Chart              | 4               |
| Austrian Albums Chart                | 3               |
| Belgian Albums Chart (Flanders)      | 2               |
| Belgian Albums Chart (Wallonia)      | 1               |
| Canadian Albums Chart                | 2               |
| Czech Republic Albums Chart          | 3               |
| Danish Albums Chart                  | 22              |
| Dutch Albums Chart                   | 5               |
| Europe Albums Chart                  | 1               |
| Finnish Albums Chart                 | 49              |
| French Albums Chart                  | 1               |
| German Albums Chart                  | 2               |
| Greek Albums Chart                   | 19              |
| Hungarian Albums Chart               | 1               |
| Irish Albums Chart                   | 3               |
| Italian Albums Chart                 | 5               |
| Mexican Albums Chart                 | 12              |
| New Zealand Albums Chart             | 2               |
| Norwegian Albums Chart               | 16              |
| Polish Albums Chart                  | 26              |
| Portugal Albums Chart                | 5               |
| South African Albums Chart           | 1               |
| Spanish Albums Chart                 | 1               |
| Swedish Albums Chart                 | 33              |
| Swiss Albums Chart                   | 2               |
| UK Albums Chart                      | 2               |
| US Billboard 200                     | 70              |
| US Billboard Electronic/Dance Albums | 3               |

| Bảng xếp hạng (2009)    | Vị trí |
| ----------------------- | ------ |
| Australian Albums Chart | 44     |
| Swiss Albums Chart      | 13     |

| Bảng xếp hạng (2010)    | Vị trí |
| ----------------------- | ------ |
| Australian Albums Chart | 39     |
| European Top 100 Albums | 5      |
| German Albums Chart     | 14     |
| Mexican Albums Chart    | 13     |
| Spanish Albums Charts   | 12     |

| Bảng xếp hạng (2011)              | Vị trí cao nhất |
| --------------------------------- | --------------- |
| Austrian Albums Chart             | 38              |
| German Albums Chart               | 84              |
| Spanish Albums Chart (Promusicae) | 40              |
| Swiss Albums Chart                | 34              |

## Chứng nhận
| Quốc gia | Chứng nhận  | Số đơn vị/doanh số chứng nhận |
| --- | ----------- | ----------------------------- |
| Úc (ARIA) | 2× Bạch kim | 140.000^                      |
| Áo (IFPI Áo) | 2× Bạch kim | 40.000*                       |
| Bỉ (BEA) | 2× Bạch kim | 60.000*                       |
| Canada (Music Canada) | 2× Bạch kim | 160.000^                      |
| Đan Mạch (IFPI Đan Mạch) reissue - One More Love                                                                                               | Bạch kim    | 20.000‡                       |
| Pháp (SNEP) | Diamond     | 500.000*                      |
| GCC (IFPI Trung Đông) | Bạch kim    | 6.000*                        |
| Đức (BVMI) | 5× Vàng     | 750.000^                      |
| Hungary (Mahasz) | Bạch kim    | 6.000^                        |
| Ireland (IRMA) | Vàng        | 7.500^                        |
| Ý (FIMI) | Bạch kim    | 70.000*                       |
| México (AMPROFON) | Bạch kim    | 60.000^                       |
| Hà Lan (NVPI) | Bạch kim    | 50.000^                       |
| New Zealand (RMNZ) | Vàng        | 7.500^                        |
| Bồ Đào Nha (AFP) | Vàng        | 10.000^                       |
| Tây Ban Nha (PROMUSICAE) | Bạch kim    | 80.000^                       |
| Thụy Sĩ (IFPI) | 2× Bạch kim | 60.000^                       |
| Anh Quốc (BPI) | 2× Bạch kim | 600.000‡                      |
| Tổng hợp |             |                               |
| Châu Âu (IFPI) | Bạch kim    | 1.000.000*                    |
| * Chứng nhận dựa theo doanh số tiêu thụ. ^ Chứng nhận dựa theo doanh số nhập hàng. ‡ Chứng nhận dựa theo doanh số tiêu thụ và phát trực tuyến. |             |                               |

## Lịch sử phát hành
| Quốc gia | Ngày                | Hãng đĩa         | Định dạng           |
| -------- | ------------------- | ---------------- | ------------------- |
| Anh      | 24 tháng 8 năm 2009 | Positiva Records | CD, tải kỹ thuật số |
| Nhật     | 24 tháng 8 năm 2009 | EMI/SoundTown    | CD, tải kỹ thuật số |
| Mỹ       | 25 tháng 8 năm 2009 | Astralwerks      | CD, tải kỹ thuật số |

| Quốc gia | Ngày                 | Hãng đĩa         | Định dạng           |
| -------- | -------------------- | ---------------- | ------------------- |
| Đức      | 26 tháng 11 năm 2010 | EMI              | CD, tải kỹ thuật số |
| Anh      | 29 tháng 11 năm 2010 | Positiva Records | CD, tải kỹ thuật số |
| Mỹ       | 25 tháng 11 năm 2010 | Astralwerks      | CD, tải kỹ thuật số |
| Nhật     | 26 tháng 11 năm 2010 | EMI/SoundTown    | CD, tải kỹ thuật số |